# Laudomia Bonanni
Laudomia Bonanni (L'Aquila, 8 dicembre 1907 – Roma, 21 febbraio 2002) è stata una scrittrice italiana.
Gli intenti espressivo-contenutistici della sua prosa abbracciano due principali tematiche: una politico-sociale (il maschilismo rovina del mondo) ed una filosofico-esistenziale (educarsi al dolore di vivere). La radicalità di entrambi gli approcci conferisce alla scrittrice una cifra inconfondibile, che la distingue da ogni altro narratore del Novecento italiano.

## Biografia
Fu inizialmente maestra elementare all'Aquila e in altre scuole della provincia. Successivamente divenne autrice di libri per l'infanzia e, negli anni della maturità, di romanzi e di raccolte di novelle; fu anche pubblicista su quotidiani (come Il Giornale d'Italia) e riviste letterarie con centinaia di corrispondenze ed elzeviri. La sua attività letteraria fu indubbiamente arricchita [senza fonte] da una lunga esperienza come consulente presso il Tribunale per i minorenni.
Attenta alle problematiche delle classi più umili, Laudomia Bonanni offrì un eccezionale spaccato della società contemporanea.[senza fonte]

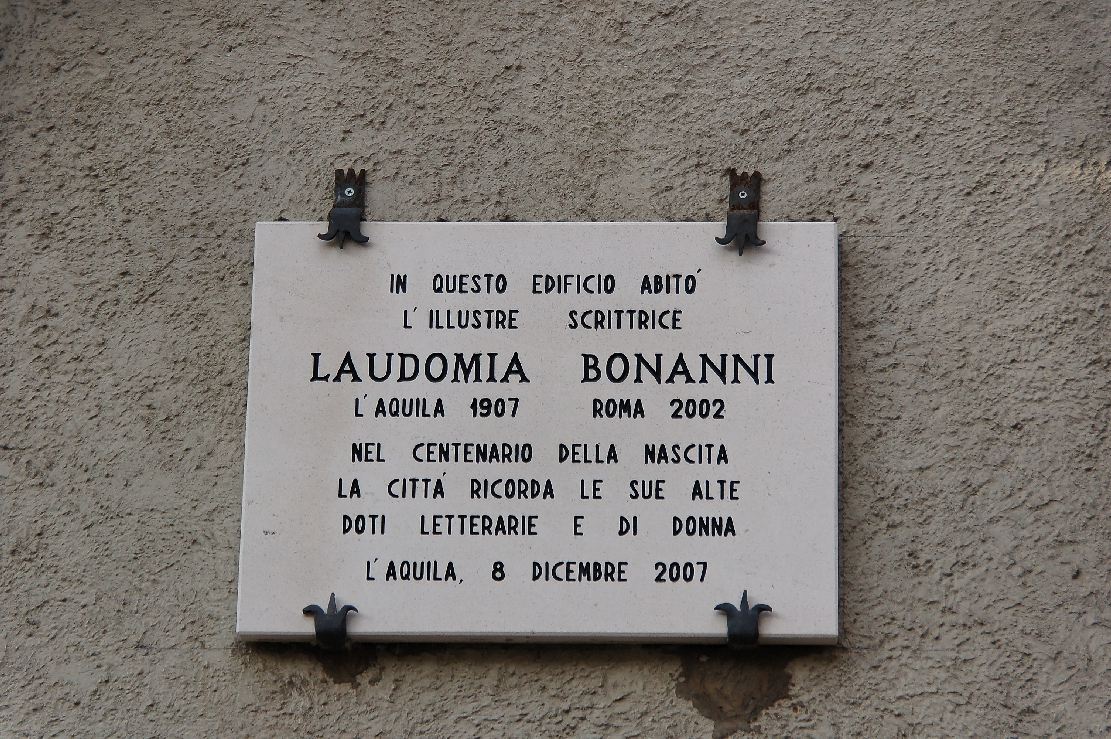
La targa commemorativa posta sulla casa natale di Laudomia Bonanni in via Garibaldi, all'Aquila

Nel 1948, con una selezione di racconti intitolata Il fosso, l'autrice aquilana si aggiudicò il premio per un'opera inedita offerto dagli Amici della Domenica, organizzata dai letterati appartenenti al salotto culturale di Maria Bellonci. Il libro fu pubblicato l'anno seguente dalla casa editrice Mondadori. Il fosso vinse nel 1950 il Premio Bagutta "opera prima" (mai assegnato a una donna fino a quel momento) e ottenne un chiaro successo di critica.
Tra i massimi estimatori, Eugenio Montale, Emilio Cecchi, Giuseppe De Robertis, Enrico Falqui.[senza fonte]
Nel 1954 Laudomia Bonanni vinse, con Palma e Sorelle (ed. Casini), il Premio Soroptimist. Nel 1960, dopo esser passata alle edizioni Bompiani, l'autrice ottenne ampio consenso col romanzo L'imputata, che le fece guadagnare il Premio Viareggio. La sua opera successiva, L'adultera, si sarebbe aggiudicata il Premio Selezione Campiello (1964). Questi libri furono tradotti in lingua francese e spagnola.
Altri titoli della sua vasta produzione: Città del tabacco, Vietato ai minori, (Premio Nazionale Rhegium Julii per la narrativa) Il bambino di pietra, Le droghe. Laudomia Bonanni fu tre volte finalista al Premio Strega (1960, 1974, 1979). Nel Pioniere del 1961 al n° 10 viene pubblicata un suo racconto e nel 1962 al n° 12 viene pubblicata una sua recensione su due libri. Quando nel 1985 Bompiani rifiutò il suo ultimo romanzo (La rappresaglia, che vide la luce postumo), la scrittrice posò per sempre la penna.
Morì a novantaquattro anni, quasi completamente dimenticata. Alla sua morte, venne istituito all'Aquila il Premio Laudomia Bonanni dedicato alla poesia. La pubblicazione postuma del romanzo La rappresaglia (2003), nonché la ristampa di altre due opere  (Il fosso e L'imputata), hanno riacceso l'interesse nei suoi confronti.

## Opere
- Storie tragiche della montagna. Novelle d'Abruzzo, L'Aquila, Vecchioni, 1927.
- Il canto dell'acqua, Palermo, Ires, 1928.
- Il pesco vestito di rosa, Palermo, Ires, 1928.
- Noterelle di cronaca scolastica, L'Aquila, Vecchioni, 1932.
- Damina Celina ed altri racconti, Firenze, Bemporad, 1935.
- Men: avventura al Nuovo Fiore, Milano, Bompiani, 1939.
- Le due penne del pappagallino Verzè, Torino, Paravia, 1948.
- Il fosso, Milano, Mondadori, 1949; Milano, Bompiani, 1968 (riedizione includente Palma e sorelle); L'Aquila, Textus, 2004.
- Palma e sorelle, Roma, Casini, 1954.
- L'imputata, Milano, Bompiani, 1960; L'Aquila, Textus, 2007.
  - (ES)  Proceso a una mujer, Barcelona, Vergara, 1962.
  - (FR)  L'Inculpée, Paris, Albin Michel, 1965.
- L'adultera, Milano, Bompiani, 1964.
  - (FR)  L'Adultère, Paris, Albin Michel, 1965.
- Vietato ai minori, Milano, Bompiani, 1974; L'Aquila, Textus, 2017.
- Città del tabacco, Milano, Bompiani, 1977.
- Il bambino di pietra, Milano, Bompiani, 1979; Roma, Cliquot, 2021.
- Le droghe, Milano, Bompiani, 1982.
- La rappresaglia, L'Aquila, Textus, 2003.[9]
- (EN)  The Reprisal: A Novel (La rappresaglia), Translated by Susan Stewart and Sara Teardo, Chicago, University of Chicago Press, 2013, ISBN 978-0-226-06380-5.
- Epistolario, vol. I, a cura di Fausta Samaritani, Lanciano, Carabba, 2006, ISBN 88-88340-99-8.

## Filmografia su Laudomia Bonanni
- Io che ero una donna di domani, documentario, Rai Educational, autrice Loredana Rotondo, regista Lucia Luconi, 2007.
- Come se il fiore nascesse dalla pietra. Omaggio a Laudomia Bonanni, documentario, Accademia di Belle Arti dell'Aquila, autrice Patrizia Tocci, regista Carlo Nannicola, 2007.